# Start!
Start! är ett varumärke på müsli baserad på sötade och rostade havregryn. Varumärket ägs av Lantmännen Cerealia som är ett företag inom livsmedelskoncernen Lantmännen. Start! produceras i smakerna: naturell, russin och hasselnöt. Tidigare bland annat i smakerna skogsbär, blåbär, jordgubb, mandel och choklad.

## Historik
Start lanserades av Marabou i mars 1974. I augusti 1995 nåddes en överenskommelse om att Cerealia skulle köpa Start av Kraft Freia Marabou.

## Varianter
- Start! Blåbär & solros granola[1]
- Start! Kakao & bär granola[1]
- Start! Kokos & nöt granola[1]

### Tidigare varianter
- Start! Premium Sensation är en lite lyxigare variant av Start!, smaksatt med bland annat torkad frukt, kokos och hasselnötter.
- Start! Crisp’n Crunch innehåller rostad müsli, puffar och cornflakes smaksatta med vaniljarom.

## Källhänvisningar
1. 1 2 3 4  ”Produkter”. START!. http://www.startfrukost.se/produkter/. Läst 24 augusti 2018.
2. ↑  ”Start Blåbär - 30% rabatt”. Hälsosamt och Billig Mat Online - halsomat.com. Arkiverad från originalet den 26 juni 2021. https://web.archive.org/web/20210626130014/https://halsomat.com/shop/skafferi/flingor-gryn-musli/start-blabar-30-rabatt/. Läst 26 juni 2021.
3. ↑  Historia Arkiverad 24 augusti 2018 hämtat från the Wayback Machine., Cerealia Foodservice
4. ↑  "Cerealia köper Start", Svenska Dagbladet, 29 augusti 1995